# Bukovany (ort i Tjeckien, Mellersta Böhmen)
Bukovany är en ort i Tjeckien.   Den ligger i regionen Mellersta Böhmen, i den centrala delen av landet, 30 km söder om huvudstaden Prag. Bukovany ligger 329 meter över havet och antalet invånare är 621.
Terrängen runt Bukovany är platt åt sydost, men åt nordväst är den kuperad. Runt Bukovany är det ganska tätbefolkat, med 65 invånare per kvadratkilometer. Närmaste större samhälle är Benešov, 6,4 km sydost om Bukovany. Omgivningarna runt Bukovany är en mosaik av jordbruksmark och naturlig växtlighet.